# 中山公園 (滿地可)

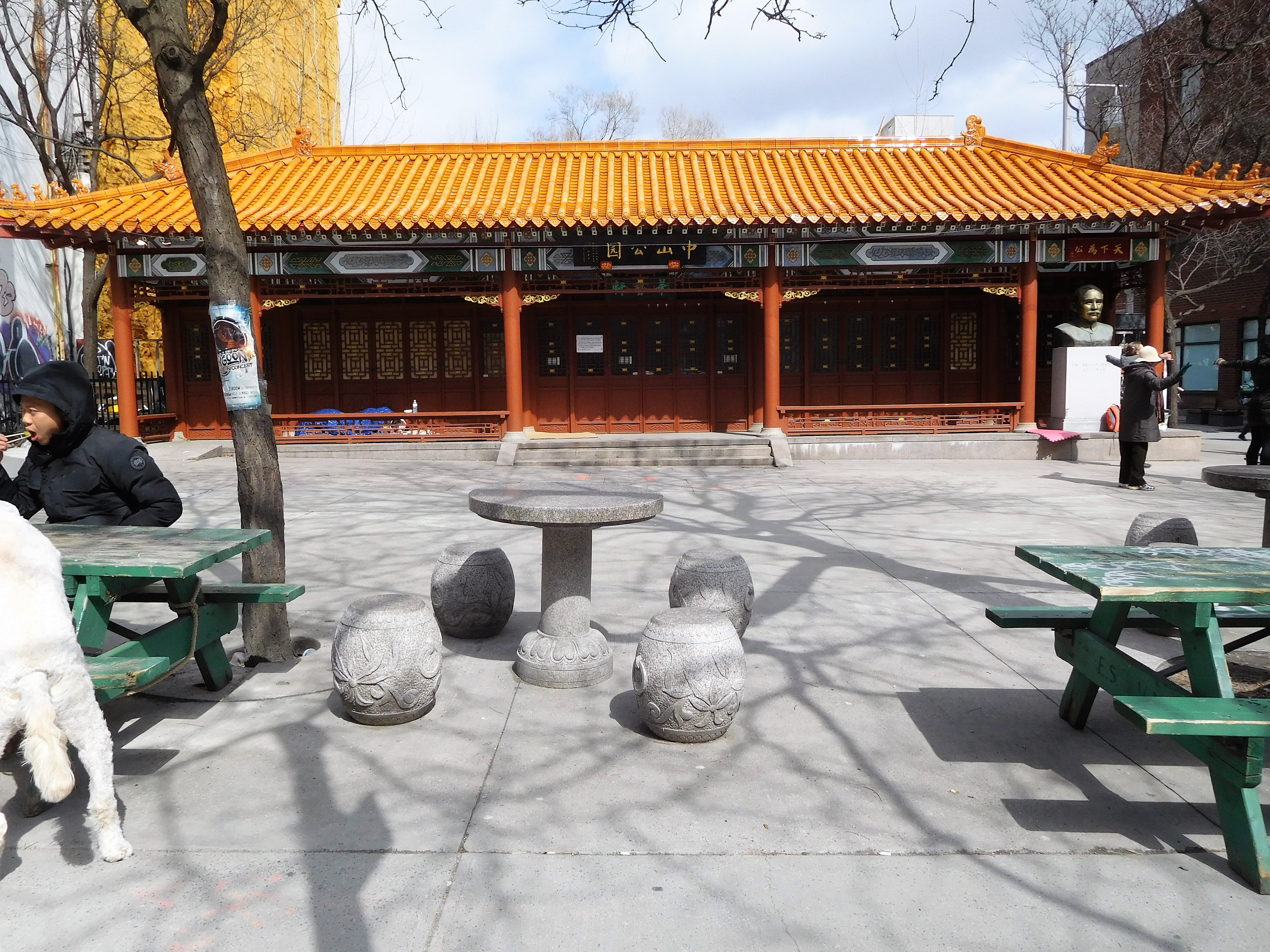
公园的一部分，摄于2018年

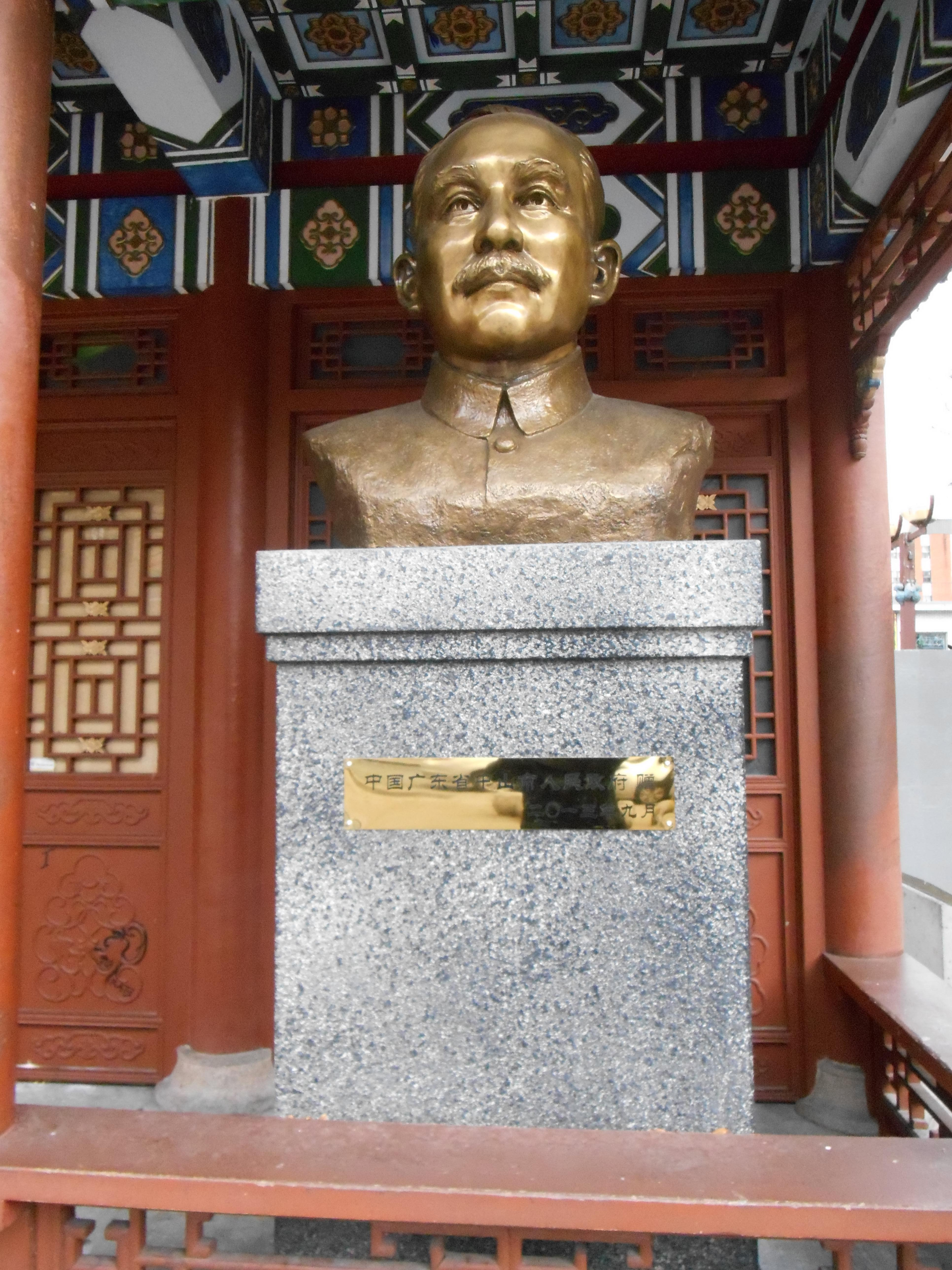
孙中山半身像，摄于2013年

中山公园（法語：Parc Sun-Yat-sen）是一座位于加拿大魁北克省蒙特利尔唐人街的公园，以革命家孙中山命名，是当地华人举办节日庆典的地方。